# 云南省统计局
云南省统计局是中华人民共和国云南省人民政府主管统计和国民经济核算工作的直属机构。

## 历史沿革
1950年3月18日，云南省人民政府财政经济委员会成立，内设统计检查室，后改名为统计室，负责全省统计工作。1953年2月9日，成立云南省人民政府统计局，为云南省人民政府组成部门之一，受云南省财政经济委员会的指导。1966年3月，云南省统计局改为云南省计划委员会统计局。1966年6月文化大革命开始后，云南省统计局的工作陷入瘫痪。1968年8月云南省革命委员会成立后，云南省统计局被撤销，全省统计工作由云南省革命委员会生产指挥组计划基本建设组下的统计组负责。1971年12月，统计组撤销，改为由云南省计划委员会统计组负责。1978年9月，在云南省计划委员会统计组的基础上成立云南省统计局（副厅级单位），由云南省计划委员会代管。1981年1月，云南省统计局升为正厅级单位，为云南省人民政府组成部门，同时成立中共云南省统计局党组。1985年10月，《云南统计》创刊。

## 机构设置
内设机构
- 办公室
- 政策法规处（统计执法监督处）
- 统计设计管理处
- 国民经济综合统计处
- 国民经济核算处
- 工业统计处
- 能源统计处
- 固定资产投资统计处
- 贸易外经统计处
- 人口就业统计处
- 农村社会经济统计处
- 社会科技统计处
- 服务业和新兴产业统计综合处
- 城市和县域经济发展统计处
- 财务处
- 机关党委（人事处）
- 离退休人员办公室

直属事业单位
- 云南省统计局普查中心
- 云南省统计局数据管理中心
- 云南省统计局信息景气中心
- 云南省统计局教育科研中心
- 云南省统计局资料管理中心
- 云南省统计局社会经济调查中心
- 云南省统计局机关服务中心

## 历任领导
历任局长
| 姓名   | 任期                  | 备注 |
| ------ | --------------------- | ---- |
| 刘华   | 1953年1月－1954年5月  |      |
| 赵惠生 | 1954年5月－1968年8月  |      |
| 李开琪 | 1978年5月－1985年5月  |      |
| 李寿昌 | 1985年5月－1993年5月  |      |
| 张耀宗 | 1993年5月－1998年1月  |      |
| 赵钟岳 | 1998年1月－2005年12月 |      |
| 李灿光 | 2006年8月－2010年5月  |      |
| 姚堂文 | 2010年5月－2015年2月  |      |
| 张云松 | 2015年2月－2018年12月 |      |
| 李灿和 | 2018年12月－2020年9月 |      |
| 李启荣 | 2020年9月－           |      |